# HIP 57274 d
HIP 57274 d是一颗围绕K型主序星HIP 57274运行的系外行星，位于大熊座，距地球约84.5光年（26秒差距，或近8.022×1016公里）。它在其恒星宜居带的外部运行，距离为1.01个天文单位。这颗系外行星是通过径向速度法发现的，通过观察行星母星光谱中的多普勒频移来测量径向速度。

## 特征

### 质量、半径和温度
HIP 57274 d是一颗气态巨行星，其半径和质量接近同为气态巨行星的木星和土星。它的平均温度为167K（−106°C）。它的估计质量约为0.527MJ（167M🜨），根据其质量，潜在半径约为9R🜨，因为它比土星稍大一些。

### 主星
该行星围绕一颗名为HIP 57274的K型恒星运行，共有三颗行星围绕其运行。这颗恒星的质量为0.73M☉，半径为0.68R☉。它的表面温度为4640K，已有70亿年的历史。相比之下，太阳的年龄约为46亿年，表面温度为5778K。
这颗恒星的视星等是8.96，因此肉眼无法看到该恒星。不过使用好的双筒望远镜仍然可以看到。

### 轨道
HIP 57274 d每432天绕其恒星运行一次，距离为1.01天文单位。这与地球轨道周期和距离非常相似。

## 宜居性
HIP 57274 d位于母星的星周宜居带的外部。它的质量为0.527RJ，因此不可能是岩石行星因为质量太大，所以该行星本身可能不适合居住。假设它有足够大的卫星，并具有足够的大气层和压力，这才可能能够支持液态水和潜在的生命。
对于稳定的轨道，卫星围绕其主星的轨道周期Ps与主星围绕其恒星的轨道周期Pp之间的比率必须小于1/9，例如如果一颗行星绕其恒星运行一周需要90天，那么该行星的卫星的最大稳定轨道将少于10天。模拟表明，轨道周期小于45至60天的卫星将安全地束缚在距类太阳恒星1个天文单位的巨大巨行星或棕矮星上。以HIP 57274 d为例，卫星轨道需要大约40天才能支持稳定的轨道。
潮汐效应还可以使卫星维持板块构造，这将导致火山活动调节卫星的温度并产生地球发电机效应，从而为卫星提供强大的磁场。
为了维持类似地球的大气层约46亿年（地球的年龄），卫星必须具有类似火星的密度和至少0.07M🜨的质量。减少溅射损失的一种方法是让卫星拥有强大的磁场，可以使星风和辐射带偏转。NASA伽利略号的测量暗示大型卫星可能有磁场；它发现木卫三拥有自己的磁层，尽管它的质量只有0.025M🜨。